# Tusita
Tuṣita (v sanskrtu Tušita) je jedno z buddhistických nebí, kde přebývají bohové (v páli a sanskrtu nazývání dévové). Tusita je čtvrté nebe ze šesti nebí, které spadají do oblasti smyslových potěšení (tzv. kámma-lóka). Obyvatelé tohoto nebe jsou nazývání Tusitá. Jejich jméno je odvozeno od skutečnosti, že jsou plni radosti (tutthá-hattháti Tusitá). Svět Tusita je považován za jeden z nejkrásnějších nebeských světů.
Čtyři sta pozemských let odpovídá jednomu dni v nebi Tusita, přičemž rozpětí života zdejších obyvatel je čtyři tisíce nebeských let.
Králem nebe Tusita je Santusita, který převyšuje své „krajany“ v deseti znacích – např. kráse, délce života.
Je pravidlem, že svůj předposlední život tu prožijí všichni bódhisattové. Až nadejde vhodný čas, umírají a znovuzrozují se na zemi, aby tu dosáhli buddhovství a mohli šířit zapomenutou Dhammu (v sans. Dharma).
Buddha Gótama, když ještě jako bódhisatta sídlil v nebi Tusita, se jmenoval Sétakétu. Budoucí buddha Mettejja (v sans. Maitréja) nyní žije v Tusitě pod jménem Nathadéva. Mettejja podle buddhistické tradice se v budoucnu až bude opět zapomenuta Dhamma znovuzrodí jako člověk na zemi a stane se buddhou, nástupcem posledního buddhy Gótamy. V některých buddhistických proudech stoupenci Buddhovy nauky věří, že pomocí vzývání Maitréji se znovuzrodí v nebi Tusita.
Tusita je také místem, kde přebývají rodiče každého bódhisatty. Matka každého buddhy sedm dnů po porodu umírá a znovuzrozuje se v nebi Tusita. Takto zemřela a znovuzrodila se v Tusitě i matka posledního buddhy královna Mája.
V nebi Tusita se po své smrti narodilo mnoho Buddhových žáků, jako např. Dhammika, Anáthapindika, královna Malliká, théra Tissa, Mahádhana a Dutthagámani.